# شقایق نوروزی
شقایق نوروزی (زاده ۱۳۶۳، شیراز) بازیگر ایرانی است. او در در سال ۱۳۸۶ در سریال بیداری نقش ترنگ را بازی کرد و همچنین در سریال شاید برای شما هم اتفاق بیفتد نیز ایفای نقش کرده است. او همچنین مؤسس صفحه من هم فارسی می‌باشد.

## زندگی شخصی
شقایق نوروزی در سال ۱۳۶۳ در شیراز زاده شد. او کارشناسی رشتهٔ کارگردانی را در دانشگاه سوره به پایان رسانده است. نوروزی در سال ۱۳۹۶ و زمانی که ۳۳ سال سن داشت از ایران به مقصد اسپانیا مهاجرت کرد. نوروزی بعد از مهاجرت فعالیت خود را در حمایت از حقوق زنان با تأسیس صفحه من هم فارسی شروع کرد. از وی مقالات و مصاحبه‌های بسیاری در خصوص مسائل مربوط به حوزه زنان موجود است. ‪ [۴]

## فعالیت هنری
شقایق نوروزی کار حرفه‌ای خود را با بهرام عظیم‌پور شروع کرد و در ادامهٔ فعالیت هنری خود با کارگردان‌هایی همچون آرش معیریان همکاری داشته است. نوروزی در تئاتر هم فعالیت هنری داشته است.

## فیلم‌شناسی
- بیداری (۱۳۸۶)
- شاید برای شما هم اتفاق بیفتد (۱۳۸۸)
- سایه‌روشن (۱۳۹۰)
- روز چهاردهم